# Aizanoi
Aizanoi (en grec : Αἰζανοί) est une ville romaine antique, aujourd'hui Çavdarhisar, située en Turquie, dans la province de Kütahya, dont il reste des vestiges d'importance. La ville de Çavdarhisar est située dans la vallée du Penkalas (actuel Kocaçay) sous-affluent de la Simav Çayı (Macestos).
Aizanoi, célèbre pour son temple de Zeus, est l'un des complexes romains les plus grands d'Asie mineure, à l'époque un important centre politique et économique. Les vestiges survivants de la période comprennent un temple de Zeus bien conservé, un complexe combiné de théâtre et de stade inhabituel et un macellum. La ville est tombée en décadence dans l'Antiquité tardive, servant ensuite de citadelle.
De nos jours, d'importants édifices sont toujours visibles : 
- Le temple de Zeus, construit au IIe siècle grâce aux garanties de l'empereur Hadrien, a été érigé selon les canons de l'urbaniste Hermogène propres à l'architecture anatolienne (volée de marches, huit colonnes ioniques sur la façade, quinze sur le côté, écartement plus important des deux colonnes centrales). Le temple est construit sur une crypte voûtée, unique en son genre en Asie mineure. On a pensé à un culte parallèle à Cybèle, puis à un lieu d'oracle ou simplement à un entrepôt des denrées collectées pour le temple.

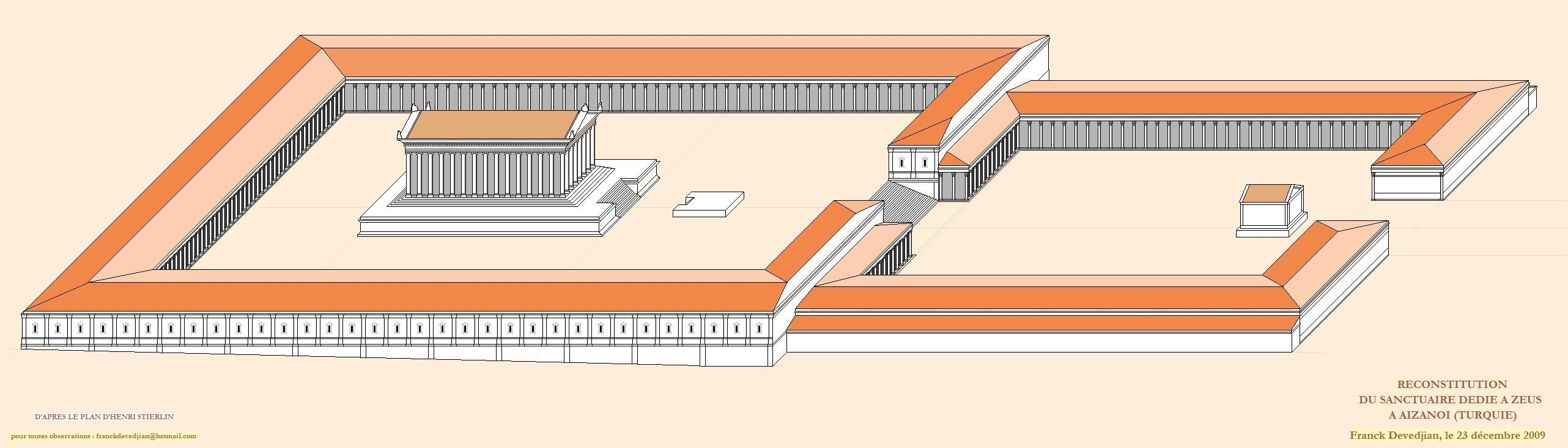
Proposition de restitution du sanctuaire dédié à Zeus.

- Le théâtre et le stade, constructions jumelées
- Les bains
- Les ponts romains sur la Penkalas[1].
- Un bâtiment circulaire de marché jouxtant une stoa (rue à portiques).

Le site a été proposé en 2012 pour une inscription au patrimoine mondial et figure sur la « liste indicative » de l’UNESCO dans la catégorie patrimoine culturel.

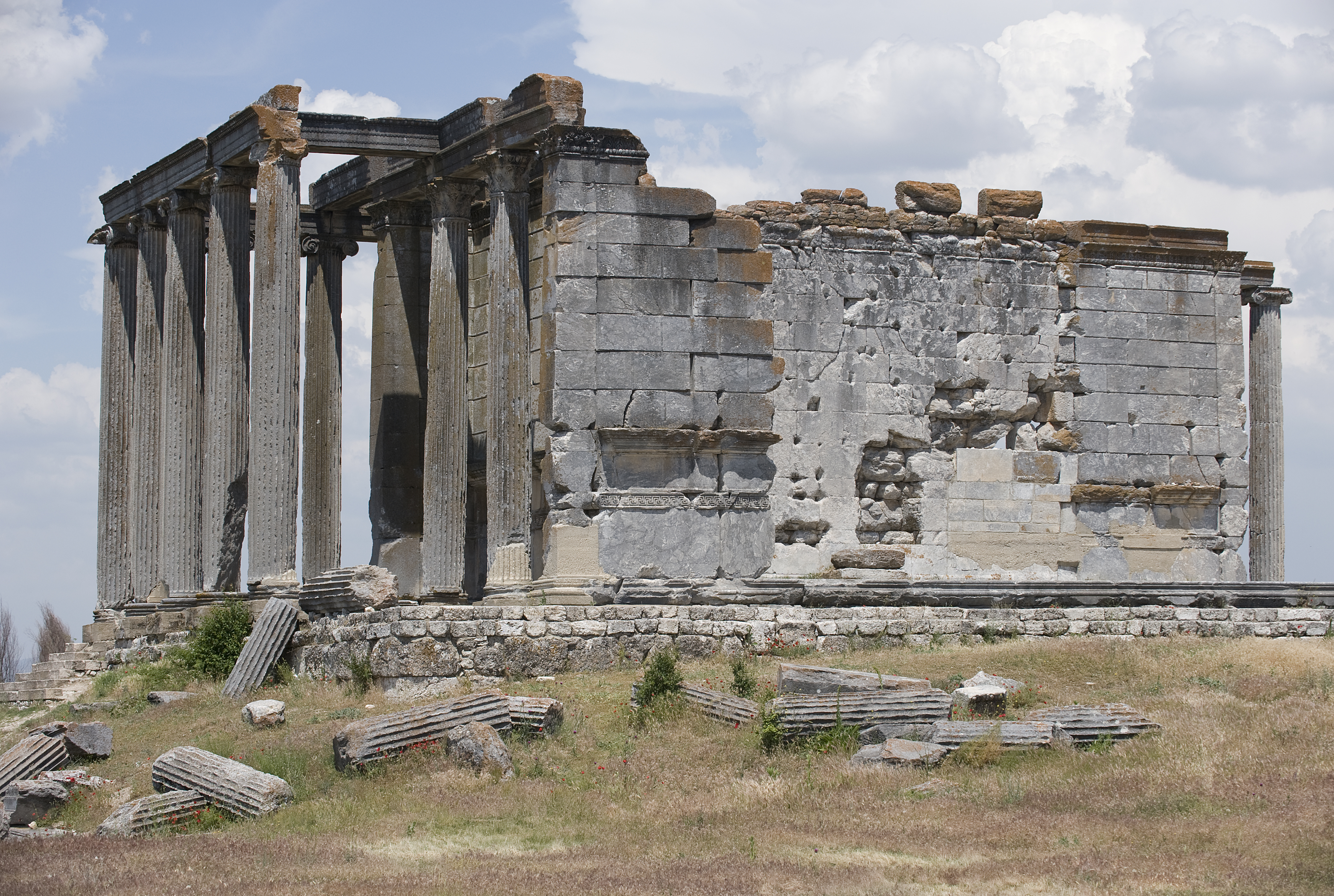
Temple de Zeus

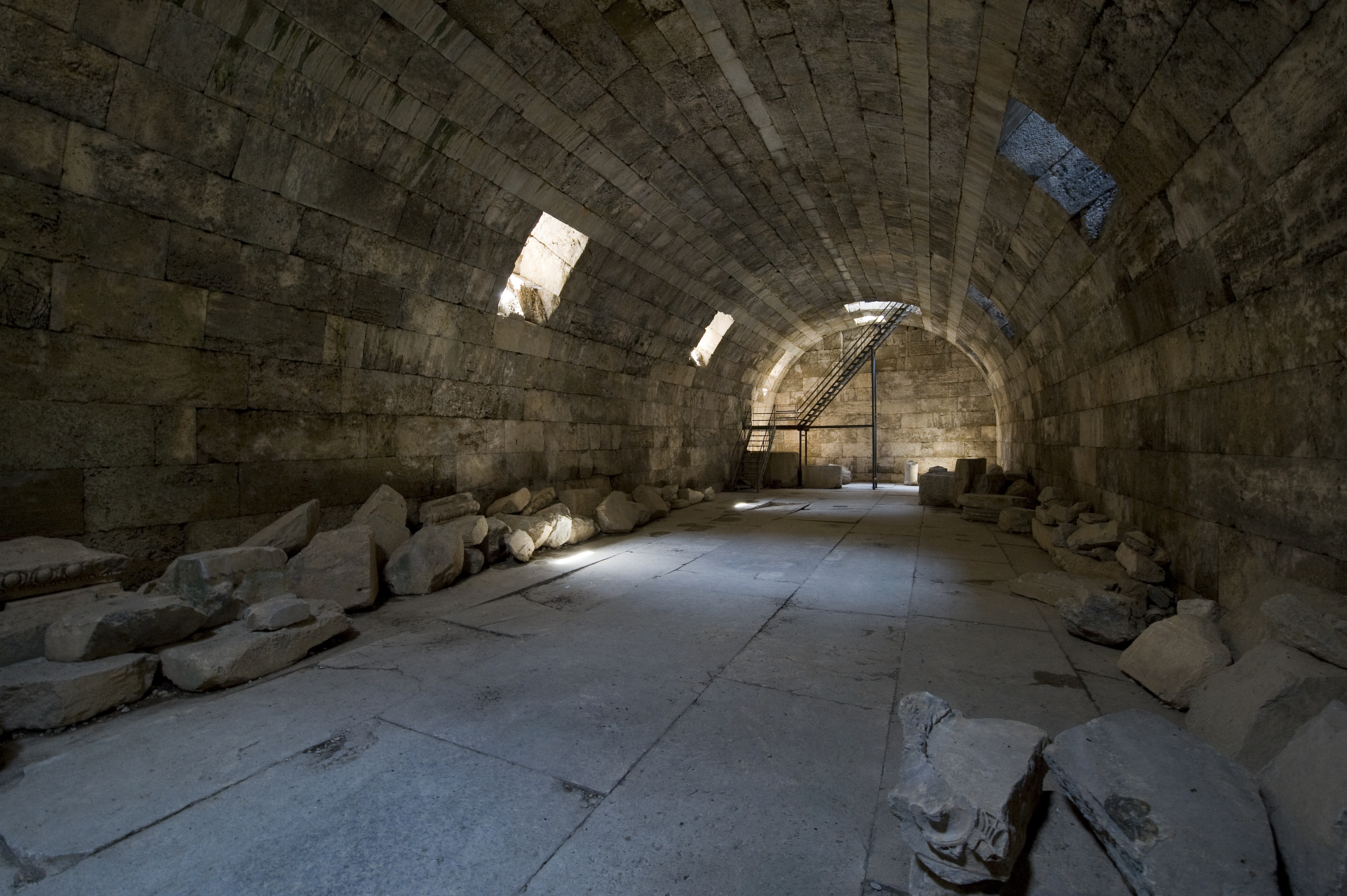
Crypte voûtée, sous le temple.

## Site archéologique

### Temple de Zeus

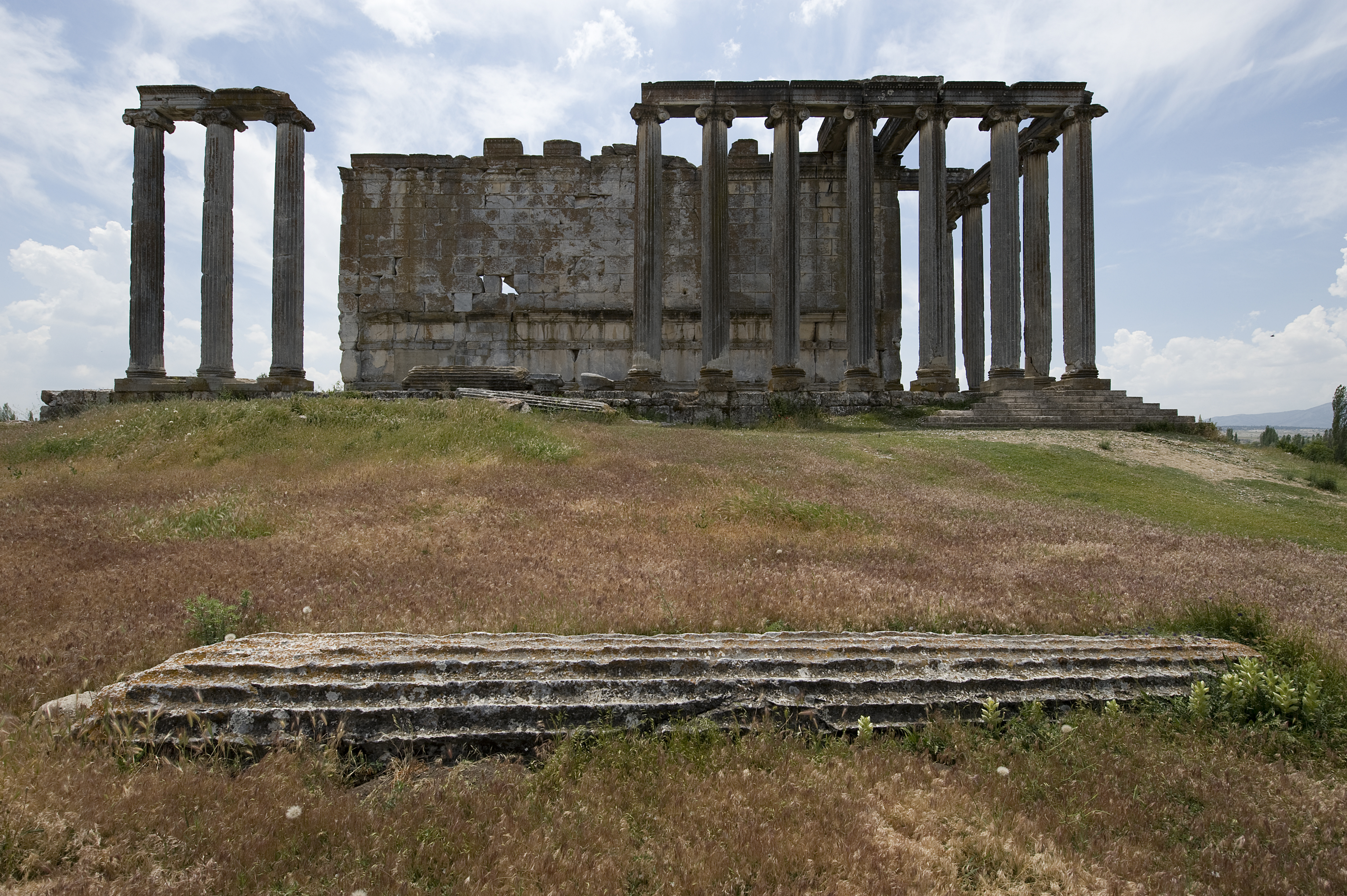
Temple de Zeus

Le temple de Zeus, situé sur une colline, était le principal sanctuaire de la ville. Les découvertes de céramique indiquent une habitation locale de la première moitié du troisième millénaire avant notre ère. Selon une lecture récente de l'inscription de l'architrave, la construction du temple a commencé sous Domitien. Les inscriptions mentionnent l'appui d'Hadrien concernant le recouvrement de loyers impayés, ainsi que l'évergétisme de Marcus Apuleius Eurykles. Plus tard, les Tatars de Çavdar ont sculpté des figures équestres et des scènes de bataille sur le temple,,. Le temple est pseudodiptère, à huit colonnes ioniques aux extrémités et quinze sur les côtés (35 m × 53 m). Il a été endommagé par le tremblement de terre de Gediz en 1970, puis a été restauré.

### Théâtre et stade

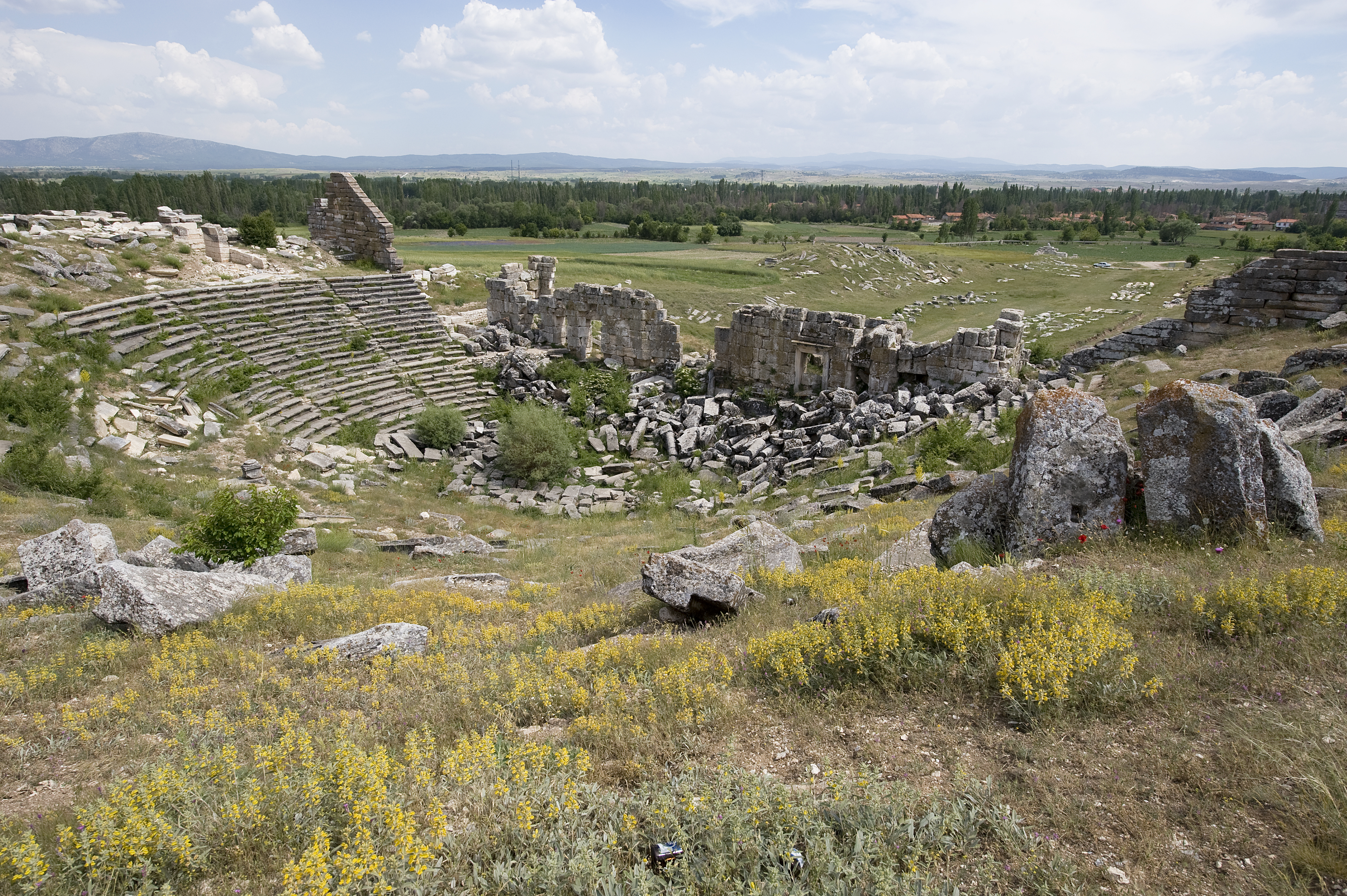
Complexe du théâtre et du stade

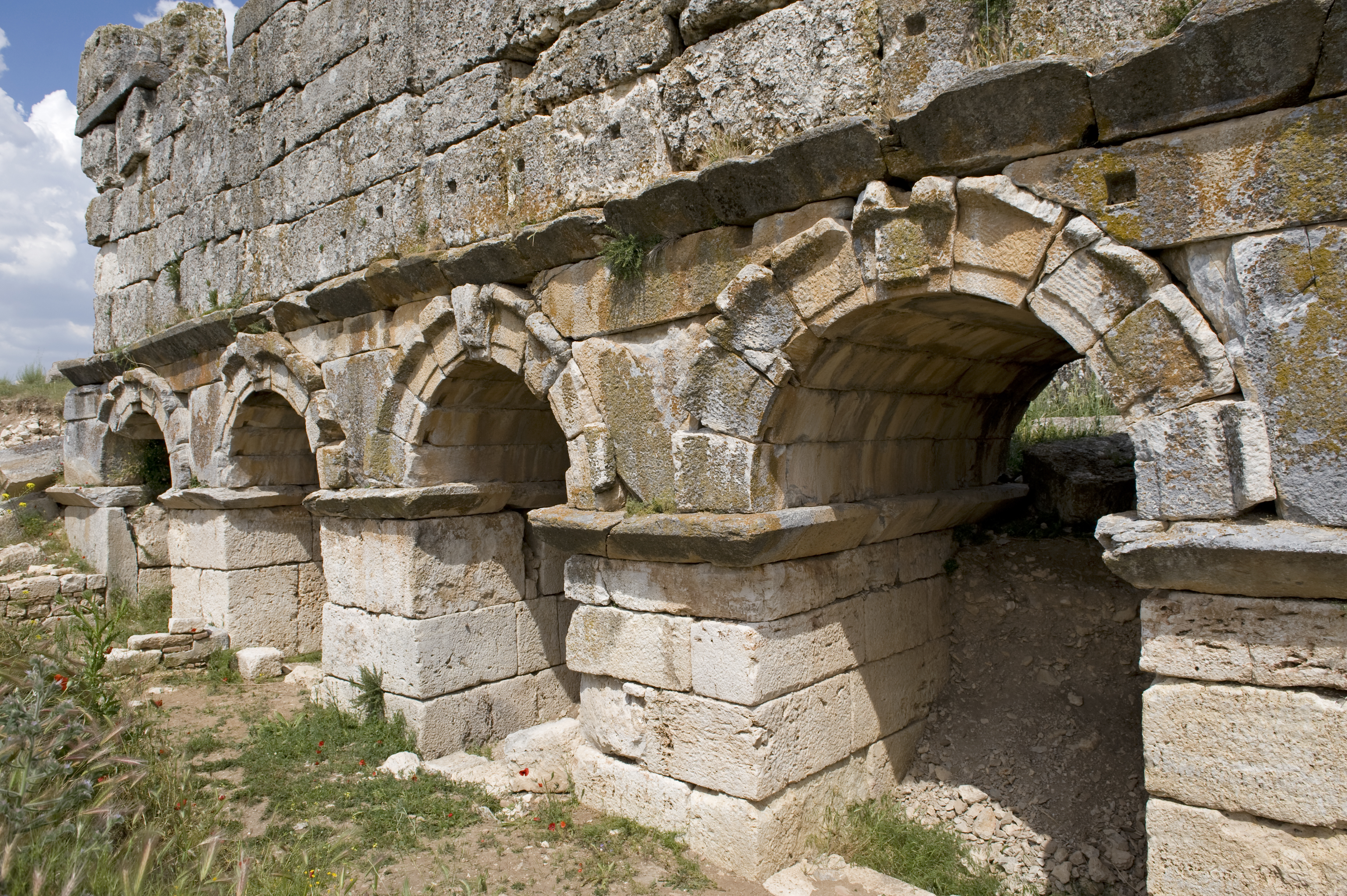
Extrémité sud du complexe du stade

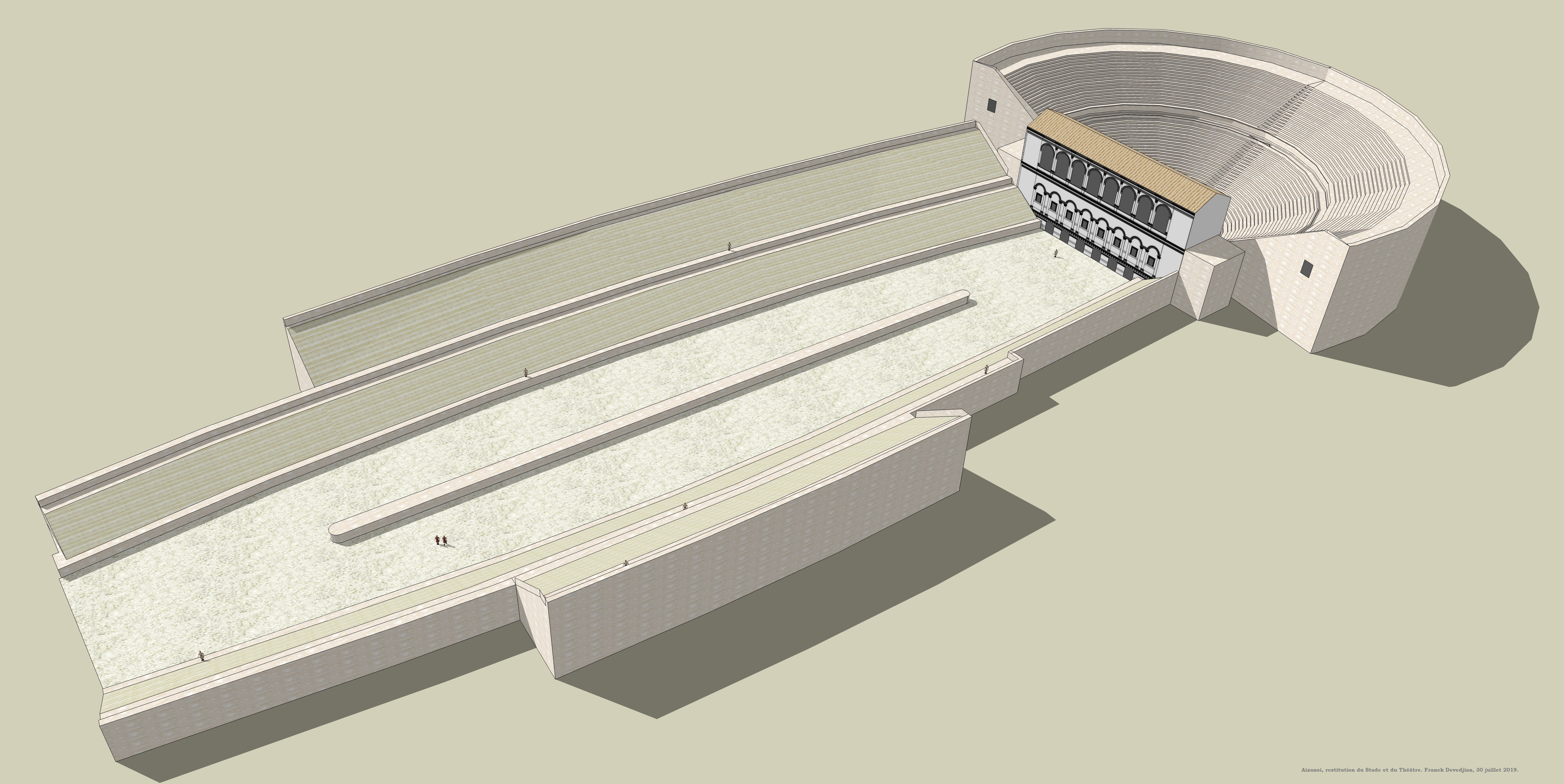
Proposition de restitution du stade et du théâtre jumelés à Aizanoi.

Le théâtre et le stade d'Aizanoi sont construits dans le prolongement l'un de l'autre, formant un complexe unique dans le monde antique. Les deux bâtiments sont séparés par le mur de scène. La construction a commencé après 160 apr. J.-C. et s'est achevée au milieu du IIIe siècle. Des inscriptions attestent à nouveau du bienfait de M. Apuleius Eurycles.

### Bains
Deux ensembles de thermes ont été identifiés. Le premier, entre le théâtre-stade et le temple, date de la seconde moitié du IIe siècle et comprend une palestre et un mobilier en marbre. Le second, au nord-est de la ville, a été construit un siècle plus tard ; les mosaïques au sol représentent un satyre et une ménade. Reconstruit quelques siècles plus tard, le bâtiment a servi de siège épiscopal.

### Marché
Aizanoi est le premier endroit enregistré au monde où l'inflation a été constatée, se propageant à d'autres villes de l'Empire romain .

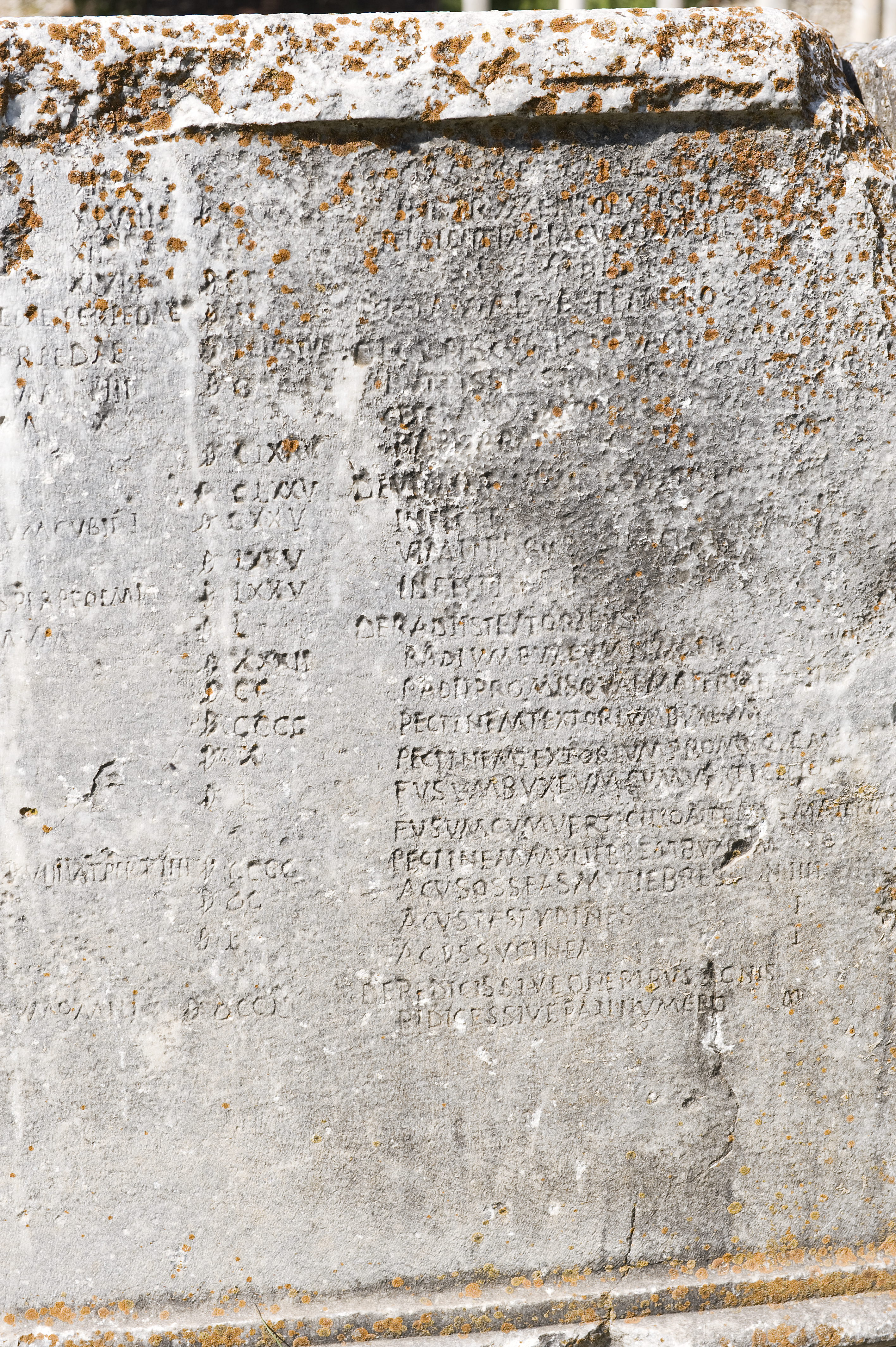
Macellum, avec l'inscription de l'édit des prix de Dioclétien.

Un macellum circulaire datant de la seconde moitié du IIe siècle est situé au sud. Au IVe siècle y fut inscrite une copie de l'édit du prix de Dioclétien, datant de 301, tentative de limiter l'inflation résultant de l'avilissement du monnayage.

### Rue à colonnades et stoa

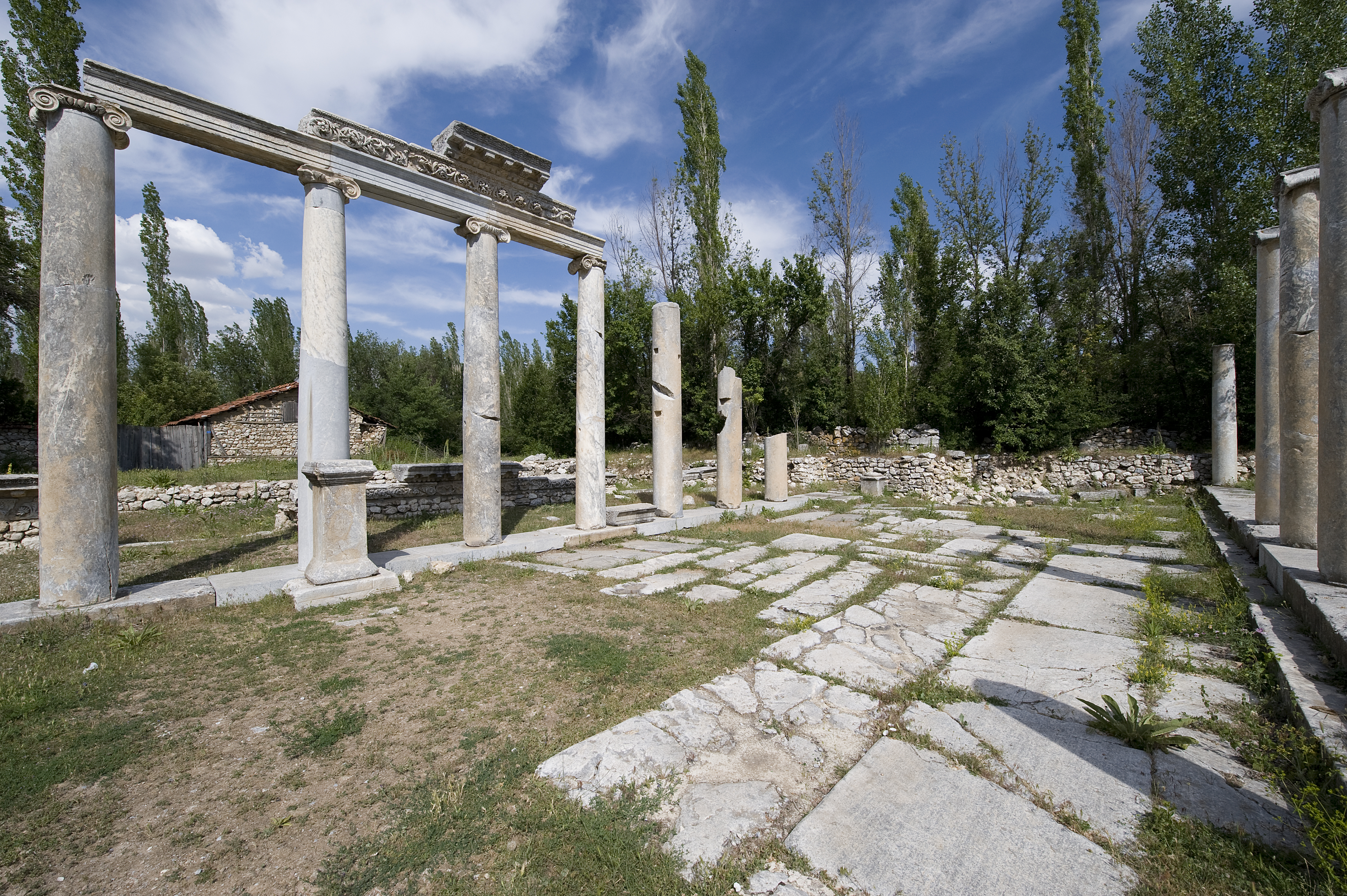
Rue à colonnades

Des fouilles récentes ont révélé l'existence d'un stoa, passage couvert datant de 400 av. J.-C., et une rue à colonnades. Un temple d'Artémis, datant de l'époque de Claude (41-54), a été démoli pour faire place à la rue à colonnades qui s'étendait sur 450 m et menait au sanctuaire de Mêter Steune.

### Grotte de Mêter Steune
Un tunnel profond à l'intérieur d'une grotte, maintenant effondrée, était dédié à la déesse mère anatolienne Mêter Steune. Des figurines de culte en argile ont été trouvées, ainsi que deux fosses rondes apparemment utilisées pour le sacrifice d'animaux.

### Nécropole
La grande nécropole de la ville comprend des pierres tombales phrygiennes en forme de porte. Les inscriptions donnent les noms du défunt ou du donateur ; la décoration d'accompagnement montre pour les tombes des hommes, des taureaux, des lions et des aigles, et pour celles des femmes, des paniers de laine et un miroir.

## Musée de Kütahya
Certains objets d'Aizanoi, dont un sarcophage avec une Amazonomachie, ont été transportés au Musée archéologique de Kütahya.